# 市民のうた (取手市)
「市民のうた」（しみんのうた）は、昭和時代後期に茨城県取手市が制定した旧市民歌である。
作詞・岡本淳三、補作・川上宏昭、作曲・中田喜直。

## 解説
1972年（昭和47年）に市制施行2周年を記念して市の木（モクセイ）・市の花（ツツジ）を定めたのと併せ、歌詞の一般公募を行った。入選作品を「茨城県民の歌」作詞者の川上宏昭が補作し、市からの依頼により中田喜直が作曲したが『取手市史』には一切の記述が無い。通称として「取手市民のうた」とも呼ばれたが、制定時のシングル盤や楽譜では地名を冠さない「市民のうた」が正題となっている。
キングレコードがボニージャックスと芹洋子の歌唱によるシングル盤（規格品番：NCS-417）を製造しており、B面には行進曲アレンジのインストゥルメンタル「取手市民のうた行進曲」が収録されている。
取手市は制定から33年後の2005年（平成17年）に藤代町を編入合併したが、藤代町では町民歌を制定しておらず取手市・藤代町合併協議会の確認事項においても市章や市民憲章と異なり取手市の市民歌については合併後の取り扱いが協議対象とならなかったことから、編入後もそのまま存続した。その後、市では2019年（令和元年）になり翌年の市制50周年・合併15周年記念事業として市民歌を「代替わり」させる意向を表明し、2020年（令和2年）3月に新市民歌として「取手市民のうた 〜新しい明日〜」（作詞・作曲：谷本貴義）を制定している。